# Drömmar ur snö
Drömmar ur snö är en deckarroman från 2004 av den svenska författaren Anna Jansson. Problemlösare är polisen Maria Wern. 

## Handling
Prästens dotter Cecilia är en översittare både gentemot sin styvmor och sina klasskamrater. Till och med lärarna är rädda för henne. Men när Cecilia får mail från någon som kallar sig "Yourlove" tror hon sig veta vem det är och smyger sig ut i vinternatten för att möta honom. En filmatisering av boken har gjorts, Maria Wern - Drömmar ur snö.
I filmen åker Maria Wern och hennes dotter Linda i en buss som nästan kör på ett lik. En flicka, Cecilia Ståhl, prästen Johannes Ståhls dotter.